# لووتیروکسین
لووتیروکسین (به انگلیسی: Levothyroxine)
رده درمانی: داروهای هورمونی
اشکال دارویی: قرص

## موارد مصرف
لووتیروکسین در درمان کم کاری غده تیروئید، گواتر و کرتینیسم نوزادان مصرف می‌شود.

## مکانیسم اثر
غدۀ تیروئید مسئول ساخت تری یدوتیرونین (T۳) و تیروکسین (T۴) است. در بیماران دچار کم‌کاری تیروئید، غدۀ تیروئید مقادیر کم‌تری از این هورمون‌ها را تولید می‌کند. معمولاً در درمان کم‌کاری تیروئید، مصرف مادام‌العمر قرص لووتیروکسین سدیم تجویز می‌شود که نتایج رضایت‌بخشی دارد. نیمه‌عمر لووتیروکسین ٧ روز است. این دارو در بافت‌ها به هورمون تری یدوتیرونین (T3) تبدیل می‌شود و سطح مناسبی از T3 که هورمونی فعّال‌تر از T4 است را ایجاد می‌کند.

## عوارض جانبی
سردرد، لرزش، عصبی شدن، تحریک پذیری، کم خوابی و مشکلات خواب، ضعف عضلانی، تعریق و عدم تحمل گرما، گرگرفتگی، تب، تهوع، استفراغ، ناراحتی معده، اسهال، کاهش وزن، افزایش اشتها،درد سینه، تپش قلب و ضربان قلب تند یا غیر طبیعی، عدم کنترل انسولین توسط بدن

## توصیه های پزشکی
- لووتریروکسین معمولا به صورت دوز های منفرد ( یکبار در روز) تجویز میشود  بهترین زمان مصرف آن 30 دقیقه قبل از صبحانه است.
- لووتیروکسین میتواند موجب کاهش اثر داروهای ضد دیابت شود لذا در بیماران دیابتی که از تحت درمان با لووتیروکسین هستند دوز دارو ها باید تنظیم شود.
- در صورت اقدام به بارداری لازم است دوز دارو مجدد تنظیم شود.( نیاز به این دارو طی دوران بارداری افزایش میابد)
- به هیچ عنوان اقدام به قطع ناگهانی دارو نکنید.( میتواند باعث بروز کم کاری های شدید تیروئیدی شود.)
- استفاده خود سرانه از این دارو برای مقاصد نا متعارف مانند لاغری و کاهش وزن میتواند خطرناک باشد.( میتواند باعث طوفان تیروئیدی شود.)